# Terpsichore david-smithii
Terpsichore david-smithii là một loài thực vật có mạch trong họ Polypodiaceae. Loài này được (Stolze) A.R. Sm. miêu tả khoa học đầu tiên năm 1993.